# Charles City (Virginie)
La census-designated place de Charles City est le siège du comté de Charles City, dans le Commonwealth de Virginie, aux États-Unis. Lors du recensement de 2010, sa population s’élevait à 133 habitants.
La communauté est centrée sur la Charles City County Court House, d’où ses différents noms : Charles City Court House et Charles City Courthouse.
Charles City se trouve à l’intersection des U.S. routes 5 et 155. Charles City se trouve aussi à 48 km au sud-est de Richmond, à 27 km à l’est de Hopewell, à 37 km à l’ouest de Williamsburg et à 3 km au nord de la rivière James.

## Source
- (en) Cet article est partiellement ou en totalité issu de l’article de Wikipédia en anglais intitulé « Charles City, Virginia » (voir la liste des auteurs).